# London City Airport (DLR)

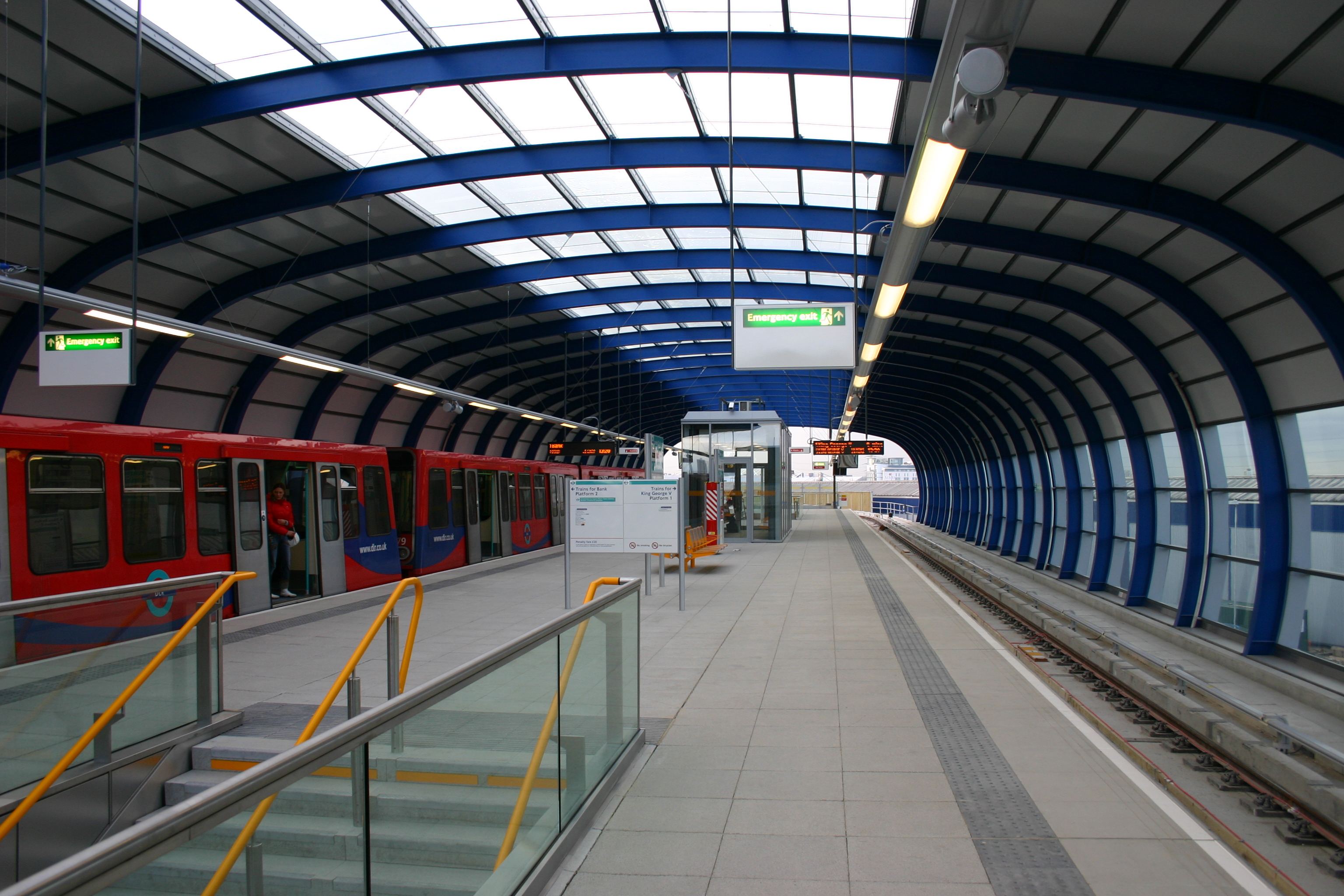
Station London City Airport

London City Airport ist eine Station der Docklands Light Railway (DLR) im Londoner Stadtbezirk London Borough of Newham. Sie liegt in der Travelcard-Tarifzone 3 an der Hartmann Road im Stadtteil Silvertown, direkt vor dem Terminal des Flughafens London City.
Die Station befindet sich, der typischen Bauweise der DLR folgend, erhöht auf einem Viadukt. Darüber hinaus ist sie vollständig überdacht und besitzt zwei Eingänge. Der Mittelbahnsteig ist durch Treppen, Rolltreppen und Aufzüge mit einer Zwischenebene verbunden. Von dieser aus kann die Haupthalle des Flughafenterminals direkt erreicht werden. Vom Eingang auf der unteren Ebene führt ein kurzer Fußgängertunnel zur Drew Road, der hauptsächlich der lokalen Bevölkerung dient.
Eröffnet wurde die Station am 2. Dezember 2005, zusammen mit der Zweigstrecke zwischen Canning Town und King George V. Zuvor war der Flughafen mit öffentlichen Verkehrsmitteln nur sehr umständlich zu erreichen, mit einem Shuttlebus vom Bahnhof Canning Town aus. Vor dem Bau der Station befand sich auf dem Gelände die Grundschule Drew Primary School, ein über 100-jähriges Gebäude mit drei Stockwerken; eine neue Schule entstand in der Nähe.